# Marko Crljen
Marko pl. Crljen (Czerlien, Czerljen) (Šumeće, Slavonski Brod, 25. rujna 1840. − 17. listopada 1918.) bio je hrvatski general u austrijskoj vojsci, politički pisac i plemić. 

## Životopis
Rodio se je u staroj graničarskoj obitelji 1840. godine. Obitelj mu je bila na uglednom glasu u vojnim krugovima, jer ju je carica Marija Terezija za vojničke zasluge u borbama protiv Osmanlija nagradila plemićkim statusom. Naslov su dobili 1773. godine. 
Djed Stjepan Horvatović bio je austrijski časnik koji je bio poručnik petrovaradinske graničarske pukovnije. Otac Stjepan Crljen bio je austrijski časnik, koji je umro u Novoj Gradišci u činu natporučnika u miru 1896. godine. Markova mati Marija r. Horvatović je iz ugledne obitelji koja je dala visoke vojne časnike. Markov ujak Đuro Horvatović pristupio je srpskoj vojsci u kojoj je došao do čina generala te je umro u Beogradu 1895. godine.
Do treće je godine živio u Šumeću. Do 1848. godine bio je kod djeda Stjepana Horvatovića. Godinu 1848. je proveo u Staroj Pazovi, Vinkovcima i u Slobodnici. Od 1849. do 1853. godine bio je u Novoj Gradišci. Škole je završio i to njemačke satnijske škole u Šimanovcima, Staroj Pazovi i Sibinju te njemačke škole u Vinkovcima i Novoj Gradišci. U školi se družio s Adamom Mandrovićem. Od jeseni 1853. godine bio je u vojnoj akademiji u Klosterbrucku kod Znojma gdje je boravio pet i pol godina sve do austrijskoga rata u Italiji 1859. godine. Tada je dobio čin poručnika 2. razreda kod drugog mjerničkog bataljuna i bio je poslan na ratište u Italiji gdje je ostao do jeseni. Poslije ratovanja u Italiji mijenjao je boravišta. Novo odredište poslije Italije bio je Krakov, gdje je bio sa svojim bataljunom. Godinu poslije s bataljunom je premješten u Krems u Dolnjoj Austriji. Iz Kremsa je došao 1863. godine u Beč u ratnu školu. Jeseni 1865. godine položio je za natporučnika te bio dodijeljen glavnom stožeru. Dana 1. svibnja 1866. godine stekao je čin satnika 2. razreda. Ondje je ostao do 1. studenoga 1871. godine, kad je premješten k 12. kopljaničkoj pukovniji. Kao konjanički časnik došao je na središnji konjanički tečaj 1872. – 1874. te je 1873. godine riješio teorijski ispit za napredovanje po drugoj kategoriji, nakon čega je imenovan bojnikom (Major) te premješten  ka hrvatskom domobranstvu u kojem je ostao četiri i pol godine kao pobočnik kod okružnog zapovjedništva. Od 1. studenoga 1874. godine zapovjednikom je 10. konjaničke domobranske pukovnije u Varaždinu, a od prvog dana svibnja 1876. zapovijedao je bataljunom u Novoj Gradišci. Tako je Crljen osnovao Hrvatsko domobranstvo  u Austro-ugarskoj vojsci. U Novoj Gradišci zapovijedao je pješačkom pukovnijom te husarskom pukovnijom konjičke brigade.
Osim po vojničkoj karijeri, poznat po djelima na temu vojne tematike. Napisao je Auf slavischen Spuren (kao M. v. Czerlien, 1914.).
Do smrti je bio austrijskim časnikom, "ali mu srce do zadńeg daha osta čisto hrvatsko".
Umro je 17. listopada 1918. godine. Nosio je čin general-bojnika. Za života je ostavio poveće iznose za kulturne svrhe hrvatskog naroda, a u oporuci je dvjesto tisuća kruna podijelio raznim zavodima, ponajviše HAZU, kojoj je ostavio neka sama odluči kako će raspolagati tim novcem "u korist naroda hrvatskoga".

## Vanjske poveznice
- Boris Trnski, Marko Crljen hrvatski general, domoljub, mecena, intelektualac te vojni i politički pisac, hrvatska-povijest.hr